# David Allan Coe
Pour les articles homonymes, voir Coe et David Coe.
David Allan Coe (né le 6 septembre 1939 à Akron, Ohio) également appelé DAC, est un chanteur américain de musique country qui a acquis une certaine notoriété à la fin des années 1970 et durant les années 1980. Il a écrit et joué plus de 280 chansons tout au long de sa carrière.

## Biographie
Natif de l'Ohio, David Allan Coe eut une enfance difficile, due à son attitude anti-sociale, il fut envoyé dès l'âge de 9 ans en pension dans le Michigan, durant toute sa jeunesse il se débrouilla pour toujours être incarcéré.  Plus grave encore, à l'âge de 20 ans, Coe fut incarcéré au pénitencier d'État de l'Ohio, il aurait tué un compagnon de cellule qui lui aurait fait des avances homosexuelles. Bien que Coe eut plaidé la légitime défense, il fut puni de la peine de mort. Durant l'attente de son exécution, Coe fut réuni avec son tuteur légal étant plus jeune, qui lui aussi était accusé de meurtre. C'est à cette époque que David Allan Coe apprit à jouer de la guitare et à écrire des chansons.
L'État de l'Ohio reformula sa sentence en peine à perpétuité. À cette époque il commença à s'intéresser de plus en plus à la musique, et joua devant ses compagnons de cellule. Sa bonne conduite et son application dans la musique incitèrent les juges à le libérer.  
À sa sortie, Coe se rendit à Nashville, Tennessee, ou il dormit dans sa voiture et joua de la guitare pour payer sa nourriture. Coe essaya de vendre les chansons qu'il avait écrites en prison, jugées trop brutales et dures le monde de la country n'accepta pas ces chansons. Malgré tout, il signa un contrat avec un petit label, et réalisa son tout premier album Penitentiary Blues en 1968. Ce ne fut pas un énorme succès, mais les titres Tobacco Road et Two Tone Brown eurent quelques passages à la radio.
Coe changea de label pour Plantation Label au début des années 1970, enregistrant quelques tubes mineurs tels que How High's the Watergate, Martha? ou Keep Those Big Wheels Running. Mais Coe se fit vraiment remarquer par son talent de compositeur. Des artistes country plus connus commencèrent à mettre sur leur albums des chansons écrites par Coe, tels que Would You Lay with Me (In a Field of Stone) reprise par Tanya Tucker, cette chanson devint un énorme tube en 1973 aux États-Unis, et Coe commença à vraiment se faire connaitre dans le monde de la musique country.
Columbia Records le prit sous contrat et il réalisa son premier album avec un succès énorme The Mysterious Rhinestone Cowboy . Ironiquement son premier vrai tube fut une reprise de Steve Goodman You Never Even Called Me by My Name . La chanson comprenait un couplet où Coe imitait  certains des grands chanteurs country tels que Merle Haggard ou Charlie Pride. Goodman clama que You never... fut la parfaite chanson country, ce à quoi Coe répondit que pour faire une chanson country parfaite, il aurait dû ajouter des éléments tels qu'être saoul, la pluie, la prison, les trains, les camions, et les Mères. Alors Coe retranscrit tous ces éléments dans le dernier couplet de la chanson.
En 1976, le tube suivant de Coe est Longhaired Redneck qui satire un chanteur dont l'image ne colle pas avec ce que devrait être un chanteur de country. Le triomphe vint pour Coe quand Johnny Paycheck enregistra une composition de Coe Take this Job and shove it qui recevra une nomination au Grammy Award pour la meilleure chanson country en 1978.
Durant les années 1980, Coe s'essaya à la chanson plus sentimentale, mais aussi plus rock'n'roll ajoutant plus de guitare électrique.
Malgré son succès, David Allan Coe continue de faire des concerts en prison pour les détenus, et a créé une compagnie Captive Music qui aide et subventionne les détenus
David Allan Coe enregistra un album avec le défunt guitariste de Pantera Dimebag Darrell, ainsi qu'avec les autres membres de Pantera. Le projet s'appelait Rebel Meets Rebel, fusion entre métal et musique country. L'album est sorti quelques années après la mort de Darrell. DAC composa aussi pour le rappeur Canibus ou pour Kid Rock en autres.

## Controverse
Coe fut souvent vu comme une personne raciste et sexiste, à tort selon lui. Des albums tels que 18 X-rated songs comportent des chansons  racistes et homophobes au vu de certains, mais selon Coe cela serait plus une satire de la société plutôt qu'une réelle conviction, affirmant qu'il n'avait rien contre les noirs puisque son batteur était lui-même noir. Coe renversa la vapeur en enregistrant une chanson telle que Fuck Anita Bryant, célèbre chanteuse ayant des idées homophobes,.

## Discographie
- Penitentiary Blues
- Nigger Fucker
- Requiem for a Harlequin
- Mysterious Rhinestone Cowboy
- Once Upon a Rhyme
- Longhaired Redneck
- Texas Moon
- Rides Again
- Greatest Hits
- Tattoo
- Family Album
- Human Emotions
- Buckstone County Prison
- Spectrum VII
- Compass Point
- Nothing Sacred, Part. 1 (Cet album, sortie en 1979, contient dans certaines de ses paroles des propos racistes et misogynes d'une rare vulgarité. Album interdit à la vente)
- I've Got Something to Say
- Invictus Means Unconquered
- Tennessee Whiskey
- Rough Rider
- D.A.C.
- Underground Album, Part. 2 (Suite de l'album Nothing Sacred. Sortie en 1980. Album interdit à la vente, interdit aux mineurs)
- Castles in the Sand
- Hello in There
- Just Divorced
- Darlin Darlin
- Unchained
- Son of the South
- Matter of Life and Death
- Crazy Daddy
- 1990 Songs for Sale
- Standing Too Close to the Flame
- Granny's off Her Rocker
- Living on the Edge
- If That Ain't Country (live)
- Recommended for Airplay
- Songwriter of the Tear
- Live at the Iron Horse Saloon
- Live at Billy Bob's Texas
- For the Soul and for the Mind
- 16 Biggest Hits
- 17 Greatest Hits
- 18 X-Rated Hits
- All I'll Ever Be (only available on his official website)
- Rebel Meets Rebel (D.A.C. with Pantera)
- DAC's Back

## Comme compositeur
- 1978 : Seabo
- 1986 : Stagecoach (TV)

## Filmographie
- 1978 : Seabo : Reb Stock
- 1980 : Lady Grey : Black Jack Donovan
- 1981 : Take This Job and Shove It : Mooney
- 1986 : The Last Days of Frank and Jesse James (TV) : Whiskeyhead
- 1986 : Stagecoach (TV) : Ike Plummer